# Мері Анна Дрейпер
Мері Анна Дрейпер (19 вересня 1839 — 8 грудня 1914) — американська астрономка, відома спільною роботою зі своїм чоловіком, Генрі Дрейпером, над застосуванням астрономічної фотографії до наукових досліджень. Вона допомогла заснувати Обсерваторію Маунт-Вілсон і створила нагороду за астрономічні дослідження, Медаль Генрі Дрейпера Національної академії наук США.

## Раннє життя
Мері Анна Палмер народилася в 1839 році в Стонінгтоні, штат Коннектикут, у родині Мері Енн Суйдам і Кортлендта Палмера. Її батько був комерсантом та інвестором у нерухомість. Після своєї смерті в 1874 році він залишив їй та її трьом братам великий статок.
У 1867 році вона одружилась з Генрі Дрейпером, лікарем та професором хімії та фізіології в Університеті міста Нью-Йорк, нині Нью-Йоркський університет. Він особливо цікавився астрономічною спектроскопією, а також був досвідченим астрономом-любителем.

## Кар'єра
Дрейпер зацікавилася астрономією завдяки своєму чоловіку, і вони зробили перші фотографії спектру зорі за допомогою великого телескопа, який Генрі побудував у своїй обсерваторії поблизу їхнього літнього будинку в Гастінгс-он-Гадсон, штат Нью-Йорк, у 1872 році. У 1878 році подружжя Дрейперів їздило в Ролінз, штат Вайомінг, щоб спостерігати сонячне затемнення. Щозими подружжя працювало в лабораторії, приєднаній до їхнього будинку в Нью-Йорку. Протягом п'ятнадцяти років Дрейпери разом працювали над спостереженнями, фотографіями та лабораторними дослідженнями. У процесі Мері Анна стала експерткою в астрономічній техніці.
Після смерті свого чоловіка в 1882 році вона пожертвувала своє обладнання Обсерваторії Гарвардського коледжу та пожертвувала велику суму грошей для фінансування наукових досліджень. Хоча вона більше не займалася активними дослідженнями, вона регулярно відвідувала обсерваторію, щоб дізнатися про хід досліджень.

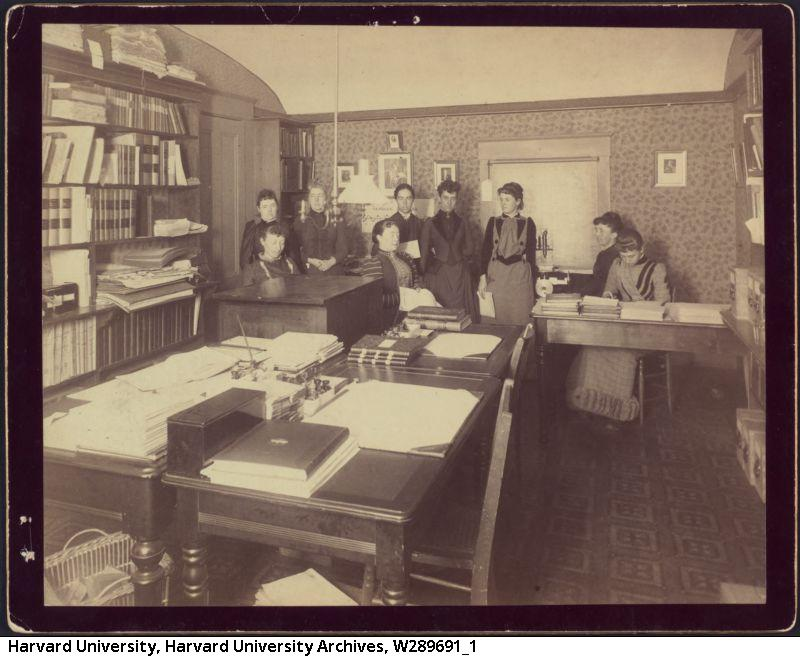
Мері Анна Дрейпер та Гарвардські комп'ютери. Дрейпер сидить в центрі. Над нею стоять Антонія Каетана Морі і Вільяміна Флемінг

Гроші, які вона пожертвувала, дозволили Едварду Чарльзу Пікерінгу класифікувати зорі на основі фотографій їхніх спектрів. Її вплив призвів до того, що в обсерваторії почали працювати жінки-астрономки — знамениті Гарвардські комп'ютери. Серед них її племінниця Антонія Морі, яка запропонувала нові способи класифікації зоряних спектрів і Генрієтта Свон Лівітт, чия робота над змінними зорями цефеїдами перетворила їх на зручні стандартні свічки для вимірювання міжгалактичних відстаней.
Мері Анна Дрейпер також створила нагороду за астрономічні дослідження, медаль Генрі Дрейпера Національної академії наук, і допомогла заснувати Обсерваторію Маунт-Вілсон. Вона проводила наукові лекції та виставки у своїй домашній лабораторії і продовжувала працювати до своєї смерті від пневмонії в 1914 році в Нью-Йорку.
Після її смерті Метрополітен-музею перейшла її велика колекція єгипетських артефактів, класичних старожитностей, гобеленів, 22 мініатюрні картини та інші твори мистецтва. Вона також заповіла гроші на підтримку продовження досліджень у Гарвардській обсерваторії.